# Fallata
Els fallata —a vegades fallayta— són un grup ètnic del Sudan; viuen dispersos per tot el Darfur i una part són sedentaris i altra part nòmades (ambororo); les seves comunitats existeixen des del segle xvii. Estan ben representats en les famílies santes del Darfur i entre les elits educades (degut al seu matiner accés a l'educació) on la seva representació és desproporcionada. Una de les comunitats principals és la de pastors que hi ha al sud de Darfur, entorn de Tullis, governats per un nazir (Ahmad al-Samani Isa als primers anys del segle XXI). A la vall del Nil en canvi els fallata són discriminats i posats al mateix nivell que els darrers emigrants africans occidentals, fins i tot aquells que han viscut durant centúries al Darfur.